# Хлебный пилильщик
Хлебный пилильщик (лат. Cephus pygmeus) — вид насекомых из отряда перепончатокрылых. Вредитель злаковых растений.

## Распространение
Распространён этот вид в Южной Швеции, Дании, Центральной Европе, Южной Европе, Малой Азии, Центральной Азии, а также был ввезён в Северную Америку.

## Питание
Личинка питается растениями следующих родов: житняк (Agropyron), овес (Avena), костер (Bromus), ячмень (Hordeum), тимофеевка (Phleum), секале (Secale) и пшеница (Triticum).